# 西尼气站
西尼气站是位于内蒙古自治区牙克石市西尼气镇的一个铁路车站，邮政编码022166。车站建于1954年，有牙林铁路经过该站，现仅办理货运，不办理客运业务。车站距离牙克石201公里，隶属哈尔滨铁路局，是四等站。